# Castlebellingham
Castlebellingham es una localidad situada en el condado de Louth de la provincia de Leinster (República de Irlanda), con una población en 2016 de 1126 habitantes.
Se encuentra ubicada al noreste del país, cerca de la frontera con Irlanda del Norte y de la costa del mar de Irlanda.